# 三和
株式会社三和（さんわ）は、東京都23区西部、多摩地域南部・西部、神奈川県東部・中部、静岡県東部で、「三和」（Sanwa）、「フードワン」（FOOD ONE）の名称で店舗展開する中規模スーパーマーケットチェーン運営会社である。

## 概要
本部（本社機能）は東京都町田市の小川店内。1958年9月に株式会社小山商店として設立。1964年に小山商事株式会社へ商号変更し、翌1965年には町田市中町に1号店の中町店（現・栄通り中町店）を開業。1977年に現社名の株式会社三和へ再び商号変更。「三和」（Sanwa）の名称でスーパーマーケットを展開するほか、新業態店舗として「フードワン」（FOOD ONE）を展開している。
CGCグループに加盟しているが、プライベートブランドは「CGC」ブランドの取り扱いをやめて、新たに自社で独自に開発したオリジナル商品を取り扱っている。また、CGCグループの料理情報誌『ふれ愛交差点』の配布は行っておらず、CGCグループ共通商品券も使用できない他、CGCグループの電子マネー「CoGCa」も導入していない。イメージソングに関しても、他のCGCグループ加盟スーパーの多くの店内で流れているCGCソングを流さず、オリジナル曲の「サンワ・マイ・フレンド」を流している（#イメージソングを参照）。
ラゾーナ川崎やトレッサ横浜など、大型商業施設への出店も積極的に行っているほか、自社開発のショッピングセンター「アメリア」（AMELIA）を3施設（稲城市、町田市、寒川町）展開している。
一部店舗にはコンビニATMイーネットが設置されている。
小山田店（町田市）では2008年3月14日より、日本初となるレジ袋全廃を実施。当初は半年間の予定で実施したが、予定期間終了後も引き続きレジ袋は配布されなかった。その後、2018年11月19日より全店でレジ袋の無料配布を終了して有料化、同時にレジ袋を持参した際にポイントカードに付与していた「エコポイント」および「エコキャッシュ」が廃止された。

## 沿革
- 1958年（昭和33年） - 株式会社小山商店を設立[1]。
- 1964年（昭和39年） - 小山商事株式会社に商号変更[1]。
- 1965年（昭和40年） - 三和1号店（中町店、現・栄通り中町店）を開業[1]。
- 1977年（昭和52年） - 株式会社三和に商号変更[1]。
- 2006年（平成18年） - フードワン1号店（藤沢店）を開業[1]。
- 2007年（平成19年） - アメリア1号店（アメリア稲城ショッピングセンター）を開業[1]。
- 2012年（平成24年） - 株式会社三和ホールディングスを設立し、株式会社三和を完全子会社化[1]。
- 2019年（令和元年）10月4日 - ららぽーと沼津店を開業し、静岡県に進出。
- 2020年（令和2年） - 代表取締役社長の小山克已が相談役に就任し、小山真が代表取締役社長に昇格。
- 2022年（令和4年）3月 - PayPay導入（一部未導入店舗・非対応レジあり）。
- 2023年（令和5年）8月 - PayPay以外のバーコード決済も導入（一部未導入店舗あり）。
- 2024年（令和6年） - 電子マネー（楽天Edy・QUICPay・交通系電子マネー〔PiTaPaを除く〕）を導入。

## 店舗
出店店舗の詳細は、公式サイト「店舗・チラシ情報」を参照。
2025年5月13日現在の店舗数は以下の通りである。

### 三和
- 東京都 - 24店舗（23区内は目黒区の祐天寺店のみ）
- 神奈川県 - 37店舗
- 静岡県 - 1店舗（ららぽーと沼津店のみ）

### フードワン
- 東京都 - 4店舗（多摩地域のみ）
- 神奈川県 - 10店舗

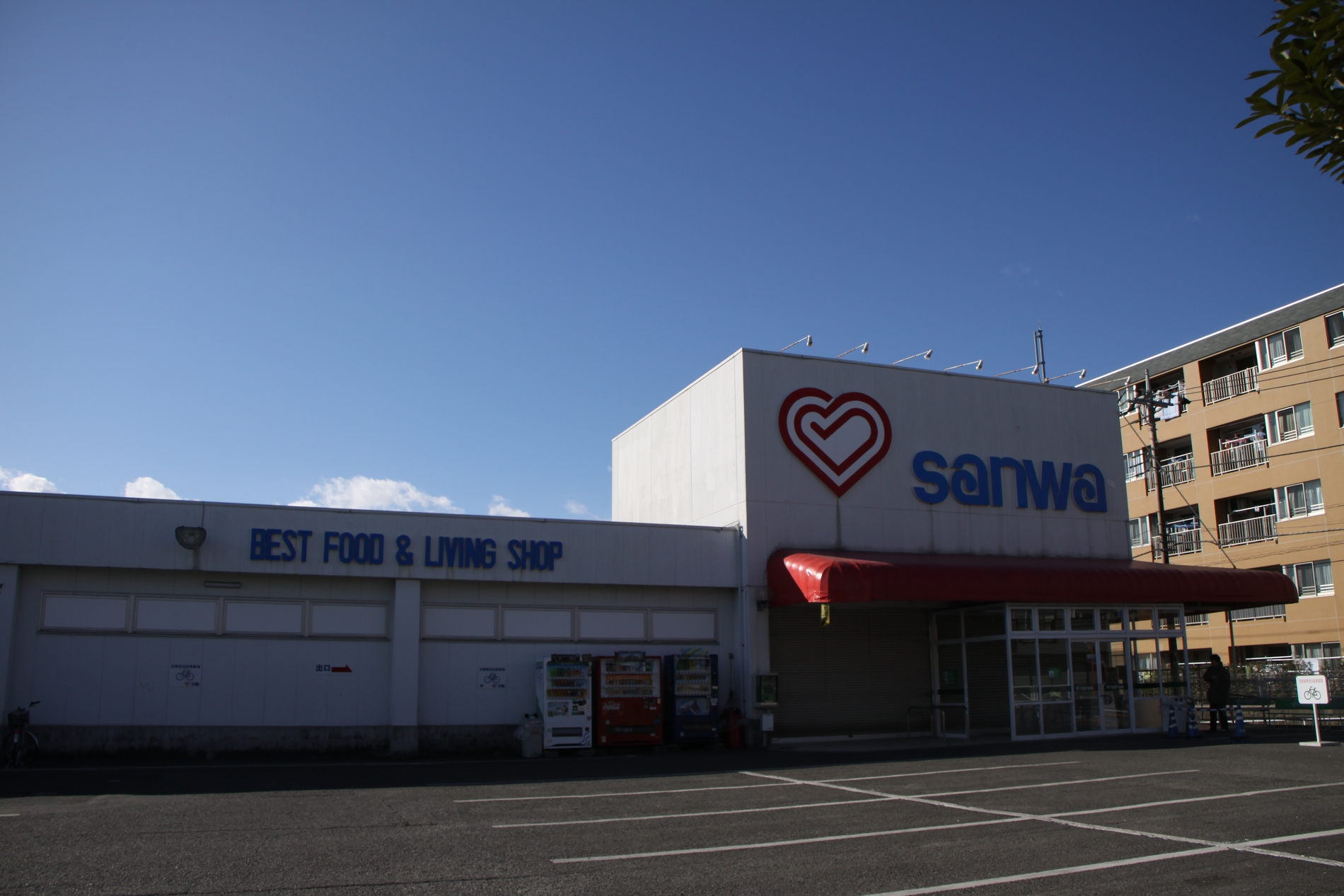
三和相模台店（相模原市南区）
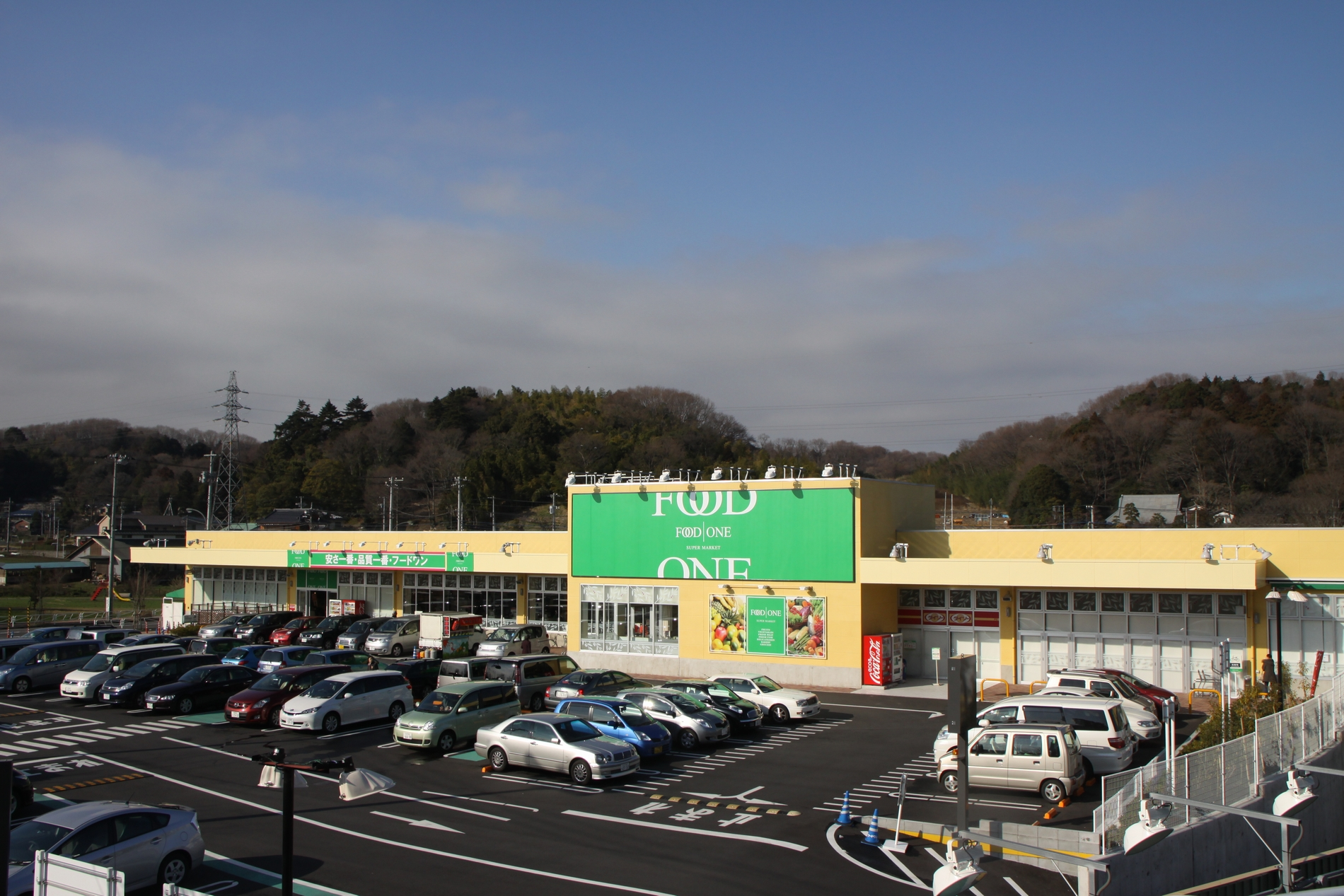
フードワン八王子堀之内店（八王子市）
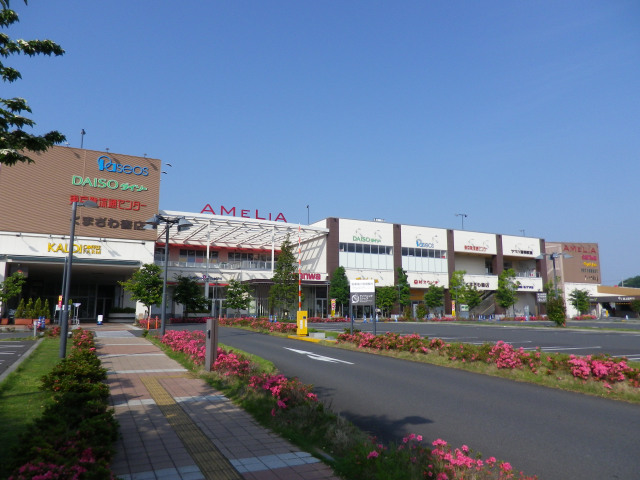
アメリア町田根岸ショッピングセンター（町田市）
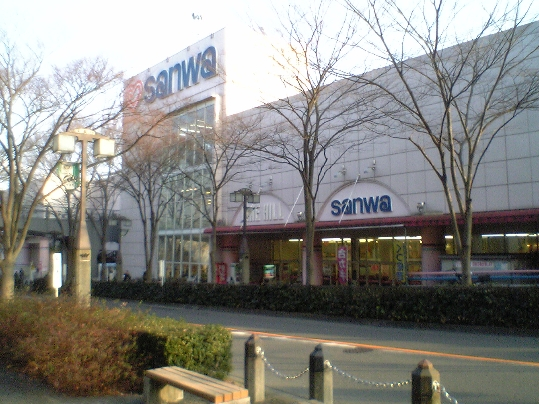
三和稲城店（稲城市）。1988年（昭和63年）開店。当時から三和堀之内店（八王子市）と並ぶ旗艦店舗である。

### 閉店した店舗
以下の店舗が閉鎖・移転した。
- 金森店（1967年12月開店、1975年3月閉店）
  - 旧・小川店へ移転。
- 旧・小川店（1975年4月開店、1993年4月閉店）
  - 現・小川店へ移転。
- 旧・相模大野店（1975年6月開店、2001年8月閉店）
- 旧・鶴川店、鶴川団地店
  - 1977年6月開店、1997年9月に現・鶴川店に移転。その後、2006年11月に旧店舗を再利用し、鶴川団地店として再出店したが2016年8月に閉店。
- 経堂店（1979年7月開店、2010年8月閉店）
- 谷口店（1981年1月開店、2016年11月閉店）
  - 上鶴間店へ移転。
- 大野銀座店（1981年3月開店、1995年11月閉店）
- 砧店（1982年4月開店、1997年2月閉店）
- 南大沢店（1983年3月開店、2012年6月閉店）
- フードワン下九沢店（1997年4月開店、2017年3月閉店）
  - 2006年9月に三和からフードワンに業態変更。フードワンとしては初の閉店。
- つくし野店（1998年9月開店、2018年10月閉店）
- 南橋本店（2003年2月開店、2022年12月閉店）
- 鶴ヶ峰店（2014年4月開店、2024年1月閉店）
- フードワン藤沢店（2006年6月開店、2025年2月閉店）
  - フードワン第1号店であった。
- フードワン多摩境店（2007年7月開店、2025年5月閉店）

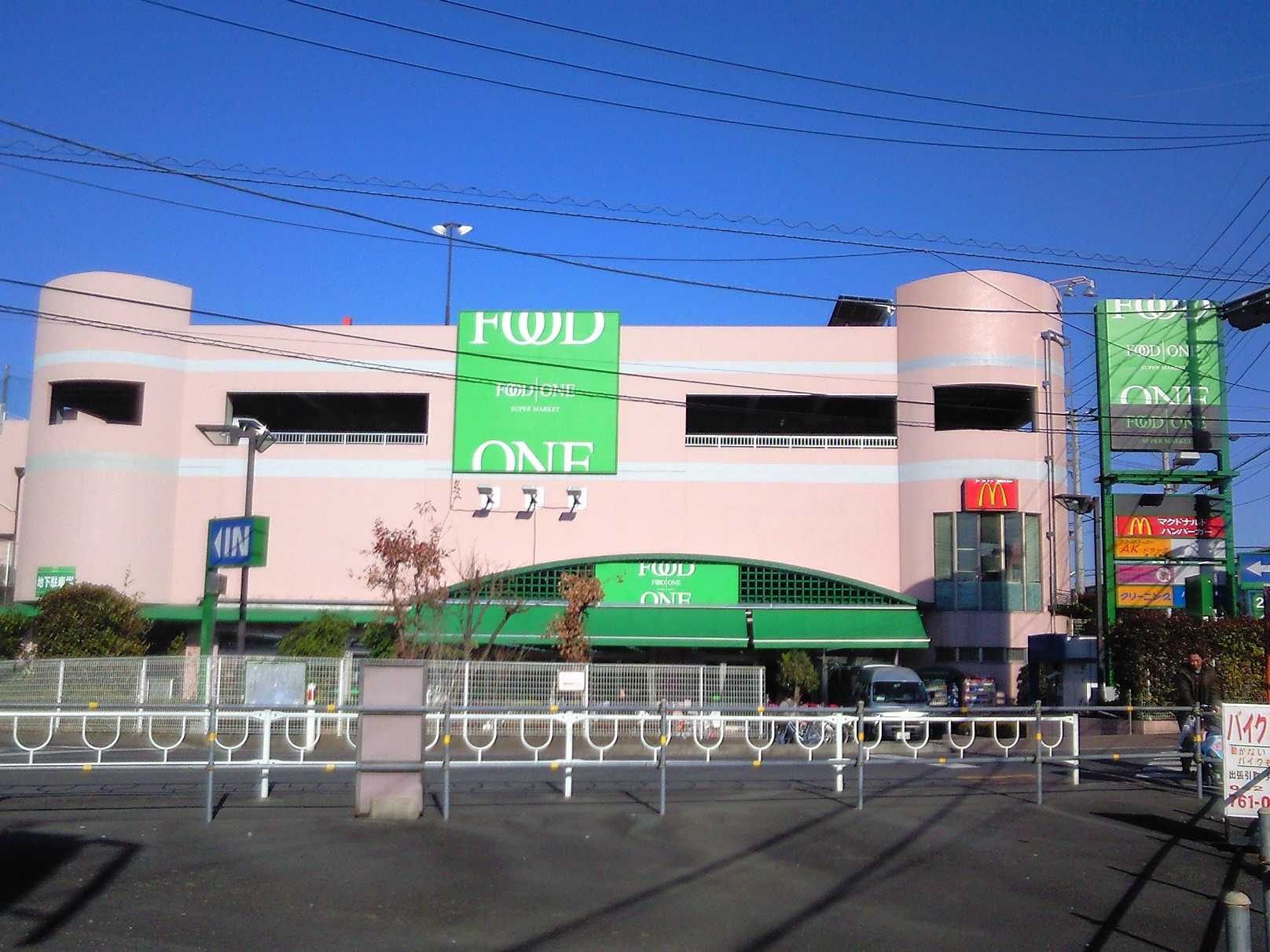
フードワン下九沢店（相模原市中央区。2017年閉店）
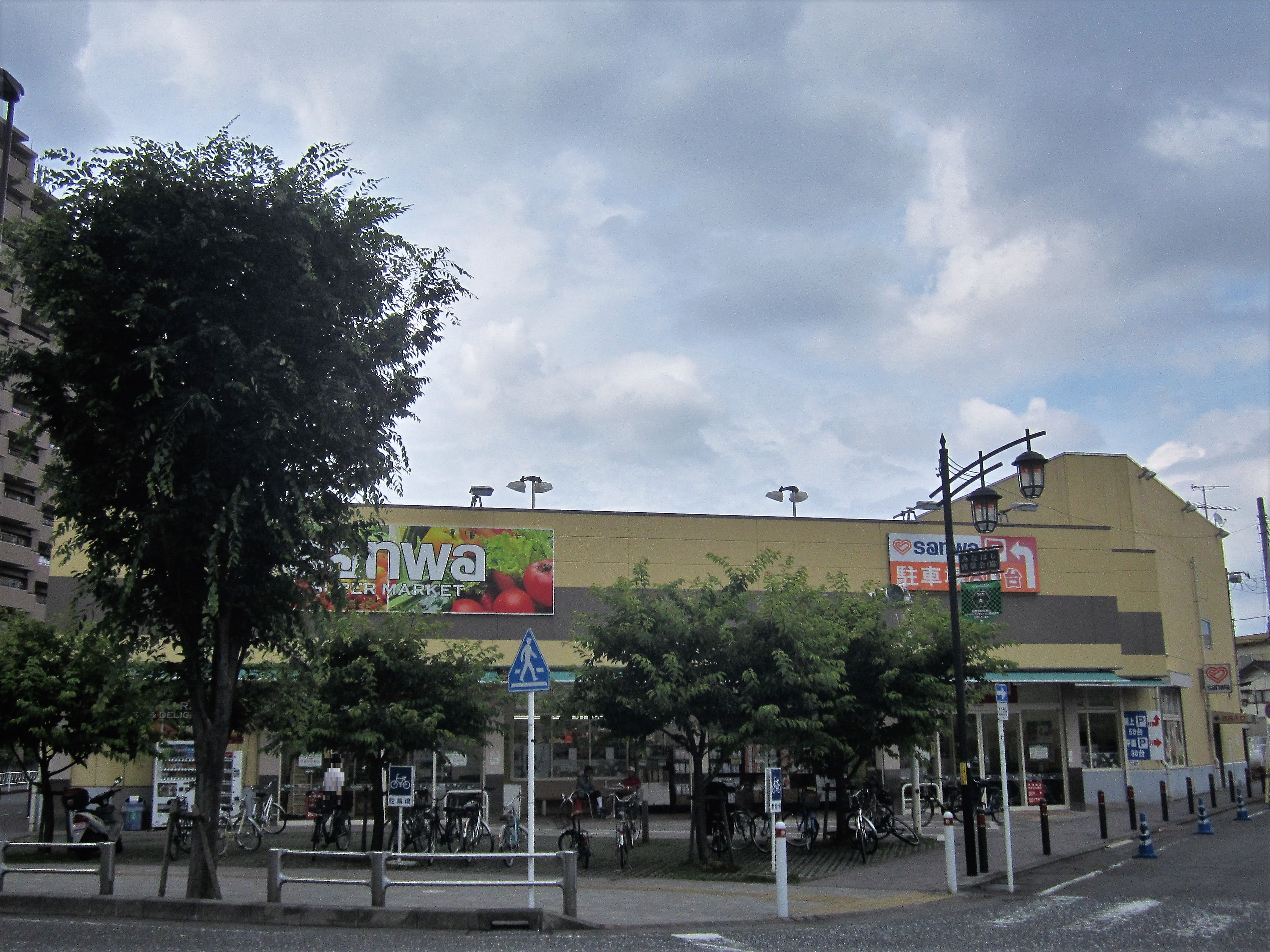
三和南橋本店（相模原市中央区。2022年閉店）
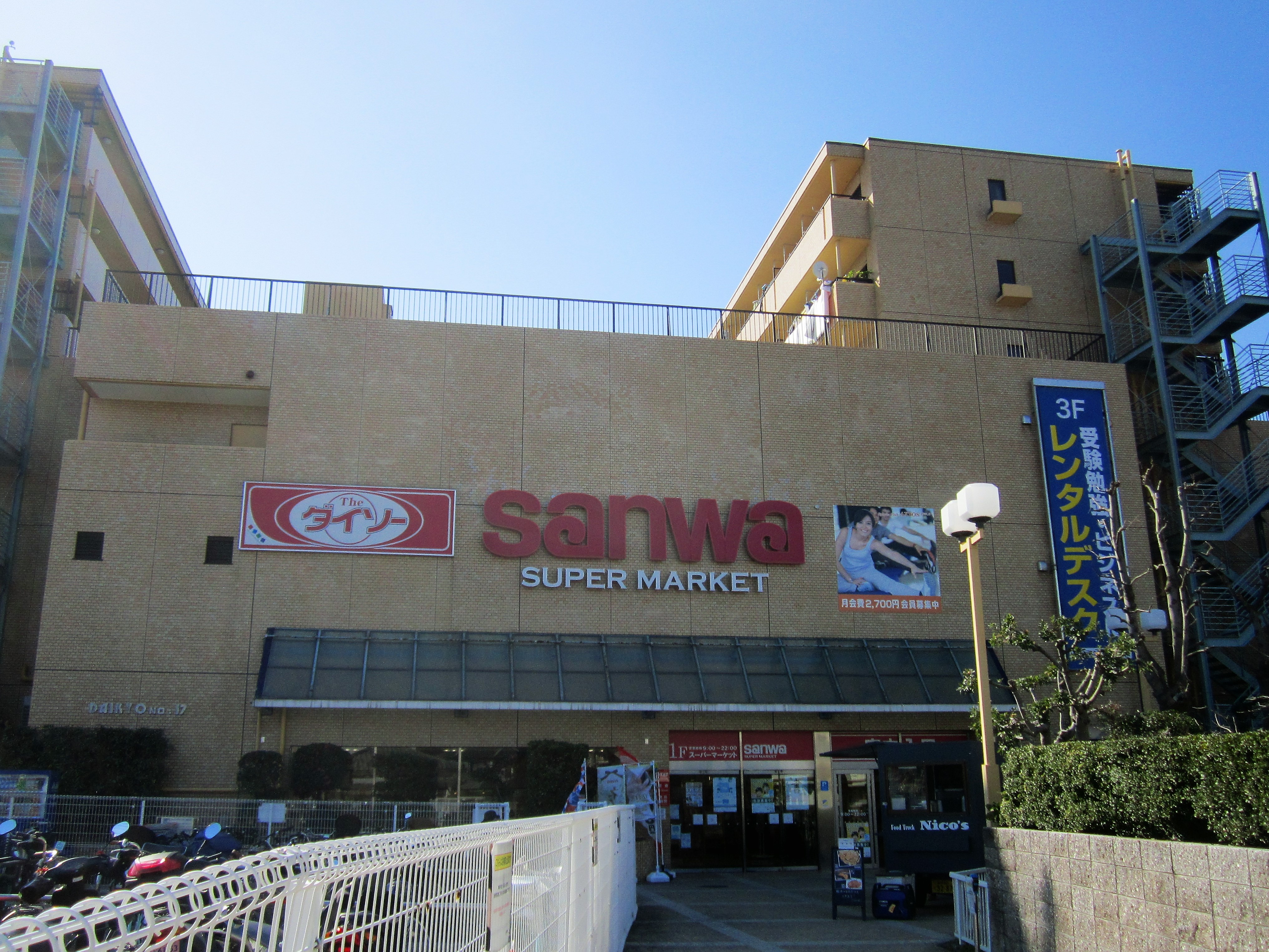
三和鶴ヶ峰店（横浜市旭区。2024年閉店）

## ポイントカード
三和とフードワンの全店で、三和・フードワンポイントカードが導入されている。
- サービス内容は以下の通り。
  - 入会金・年会費は無料、発行手数料100円（税込）。
  - 200円（税抜）ごとに1ポイント加算（現金・ポイント券・買い物券での支払いが対象。クレジットカード・バーコード決済・電子マネーでの支払いは対象外）。
  - 週末は2倍・3倍・5倍のポイント還元が多い。
  - 最終利用日から1年間利用がなければ、ポイントは失効。
  - 250ポイント貯まるたびにポイント券を1枚発行。
  - ポイント券は1枚で300円、3枚で1,000円の買い物券として利用可能。
  - ポイント券の発券年度は毎年4月1日を起算日とした1年間で、有効期間は起算日から翌々年3月末までの最長2年間。
- かつては三和とフードワンで別々のポイントカードが発行されており、両店舗間でカード・ポイント券の相互利用ができなかったが、2021年10月1日に旧三和ポイントカードと旧フードワンポイントカードが三和・フードワンポイントカードに一本化されてからは、カード・ポイント券を相互利用できるようになった。旧三和ポイントカードと旧フードワンポイントカードは、三和とフードワンのどちらの店舗でも従来通り利用可能である。
- レジ袋有料化以前は、レジ袋を持参するとエコポイントとして旧三和ポイントカードでは三和で1ポイント、旧フードワンポイントカードではフードワンで2ポイントを加算していた。また、旧三和ポイントカードの導入以前はグリーンスタンプのポイントカードを採用し、ポイントに応じてカタログ掲載商品と交換することができた。

## イメージソング
「サンワ・マイ・フレンド」（曲名）が当スーパーのイメージソングである。1985年頃に清水由貴子（2009年没）の唄で録音された。
- 作詞：岩倉みゆき
- 作曲：増田豊

本曲はスーパー三和の公式ウェブサイトからダウンロードできる。三和店内（一部を除く）では、開店時間と奇数時の48分に「サンワ・マイ・フレンド」が流れる（ただし「フードワン」店内では流れない）。

## グループ会社
前述のとおり、株式会社三和は持株会社である株式会社三和ホールディングスを設立したが、その他にも加工センター及び物流センターを事業会社に分社化している。なお、すべて三和ホールディングスの完全子会社である。
- 株式会社三和ミート加工センター - 2014年に相模原市にある大野台ミート加工センターを事業会社に分社化するのに伴って設立された。
- 株式会社三和物流 - 2016年に相模原市にある麻溝台物流センターを事業会社に分社化するのに伴って設立された。
- 株式会社三和水産加工センター - 2016年に相模原市にある大野台水産加工センターを事業会社に分社化するのに伴って設立された。

## 備考
- TBS系ドラマ『金曜日の妻たちへ』第2シリーズ（1984年放送）では、舞台となる住宅街のスーパーマーケットとして当スーパーが登場する。出演者が当スーパーのロゴが入った買物袋を持ち帰るシーンも劇中で頻繁に登場している。
- かつてはニッポン放送でラジオCMが日中を中心に頻繁に放送されており、BGMに上記「サンワ・マイ・フレンド」が流れていたが、現在は放送されていない。
- 千葉県柏市にも、スーパーマーケット事業を行う「株式会社三和」が存在する。ただし、本項で述べている企業とは別会社であり、無関係である。また、スーパーマーケット自体の屋号は「おっ母さん」である。